# Finale della CONCACAF Champions League 2020
La finale della 55ª edizione della CONCACAF Champions League, (12ª con l'attuale nome) si è disputata martedì 22 dicembre 2020 allo Exploria Stadium di Orlando negli Stati Uniti d'America tra i messicani del Tigres UANL e gli statunitensi del Los Angeles FC.
La finale inizialmente prevista con la formula di andata e ritorno tra fine aprile e inizio maggio è stata rimandata a causa della pandemia di COVID-19.
Il trofeo è stato vinto dal Tigres UANL, al primo successo nella competizione e qualificatosi alla Coppa del mondo per club FIFA 2020 in Qatar.

## Le squadre
| Squadre        | Partecipazioni precedenti (il grassetto indica la vittoria) |
| -------------- | ----------------------------------------------------------- |
| Tigres UANL    | 3 (2015-2016, 2016-2017, 2019)                              |
| Los Angeles FC | 0                                                           |

## Sede
Il 2 novembre 2020 viene scelta dalla CONCACAF come sede della fase finale, (quarti, semifinale e finale) l'Exploria Stadium di Orlando negli Stati Uniti d'America.

## Il cammino verso la finale
Il Tigres UANL incontra agli ottavi di finale i salvadoregni dell'Alianza. Vengono sconfitti per 2-1 in trasferta a San Salvador ma vincono 4-2 il ritorno in casa. Ai quarti incontrano gli statunitensi del New York City FC. Vincono sia all'andata, 1-0 a New York, che al ritorno 4-0 in campo neutro ad Orlando. In semifinale sconfiggono gli honduregni dell'Olimpia per 3-0. Disputano la terza finale in 4 anni.
Il Los Angeles FC incontra agli ottavi di finale i messicani del León. Vengono sconfitti per 2-0 in trasferta, ma ribaltano il risultato vincendo 3-0 in casa. Ai quarti di finale sconfiggono 2-1 i messicani del Cruz Azul. In semifinale battono i messicani dell'América per 3-1. Si qualificano per la loro prima finale.
Note: In ogni risultato sottostante, il punteggio della finalista è menzionato per primo.
| Tigres UANL   | Tigres UANL | Tigres UANL | Turno            | Los Angeles FC | Los Angeles FC | Los Angeles FC |
| ------------- | ----------- | ----------- | ---------------- | -------------- | -------------- | -------------- |
| Avversario    | Luogo       | Risultato   |                  | Avversario     | Luogo          | Risultato      |
| Alianza       | Trasferta   | 1-2         | Ottavi di finale | León           | Trasferta      | 0–2            |
| Alianza       | Casa        | 4-2         | Ottavi di finale | León           | Casa           | 3-0            |
| New York City | Trasferta   | 1-0         | Quarti di finale | Cruz Azul      | Cruz Azul      | 2-1            |
| New York City | Casa        | 4-0         | Quarti di finale | Cruz Azul      | Cruz Azul      | 2-1            |
| Olimpia       | Olimpia     | 3-0         | Semifinale       | América        | América        | 3 - 1          |

## Tabellino
| Arbitro: | Mario Escobar |

|                      |           |           |
| Ayala 71’ Gignac 84’ | Marcatori | 61’ Rossi |

| UANL | Los Angeles |

| P                | 1  | Nahuel Guzmán             |  |     |
| D                | 28 | Luis Alfonso Rodríguez    |  |     |
| D                | 4  | Hugo Ayala                |  | 74’ |
| D                | 3  | Carlos Salcedo            |  |     |
| D                | 29 | Jesús Dueñas              |  | 71’ |
| C                | 23 | Luis Enrique Quiñones     |  | 87’ |
| C                | 19 | Guido Pizarro             |  |     |
| C                | 5  | Rafael Carioca            |  |     |
| C                | 5  | Javier Aquino             |  | 88’ |
| A                | 17 | Leonardo Fernández        |  | 71’ |
| A                | 10 | André-Pierre Gignac       |  |     |
| A disposizione:  |    |                           |  |     |
| P                | 40 | Carlos Galindo            |  |     |
| P                | 50 | Arturo Covarrubias        |  |     |
| D                | 14 | Juan Sánchez              |  |     |
| D                | 13 | Diego Reyes               |  |     |
| D                | 15 | Francisco Eduardo Venegas |  | 87’ |
| D                | 21 | Francisco Meza            |  | 74’ |
| D                | 36 | Eduardo Tercero           |  | 88’ |
| C                | 22 | Raymundo Fulgencio        |  | 71’ |
| C                | 43 | Erick Ávalos              |  |     |
| C                | 47 | Jesús García              |  |     |
| A                | 51 | Adrián Garza del Toro     |  |     |
| A                | 11 | Nicolás López             |  | 71’ |
| Allenatore:      |    |                           |  |     |
| Ricardo Ferretti |    |                           |  |     |

|                 |    |                   |  |     |
|                 |    |                   |  |     |
| P               | 1  | Kenneth Vermeer   |  |     |
| D               | 23 | Tristan Blackmon  |  |     |
| D               | 44 | Jesús Murillo     |  | 88’ |
| D               | 4  | Eddie Segura      |  |     |
| D               | 6  | Diego Palacios    |  |     |
| C               | 16 | Latif Blessing    |  |     |
| C               | 72 | Mark-Anthony Kaye |  |     |
| C               | 10 | José Cifuentes    |  | 67’ |
| A               | 8  | Carlos Vela       |  |     |
| A               | 7  | Danny Musovski    |  | 46’ |
| A               | 9  | Diego Rossi       |  |     |
| A disposizione: |    |                   |  |     |
| P               | 23 | Pablo Sisniega    |  |     |
| P               | 40 | Phillip Ejimadu   |  |     |
| D               | 2  | Jordan Harvey     |  |     |
| D               | 5  | Dejan Jaković     |  |     |
| D               | 13 | Mohamed El Monir  |  |     |
| D               | 28 | Antonio Leone     |  |     |
| C               | 8  | Francisco Ginella |  | 67’ |
| C               | 17 | Brian Rodríguez   |  | 88’ |
| C               | 18 | Erik Dueñas       |  |     |
| C               | 19 | Bryce Duke        |  |     |
| A               | 21 | Christian Torres  |  |     |
| A               | 22 | Kwadwo Opoku      |  | 46’ |
| Allenatore:     |    |                   |  |     |
| Bob Bradley     |    |                   |  |     |